# 1383
Portal Geschichte | Portal Biografien | Aktuelle Ereignisse | Jahreskalender | Tagesartikel

◄ |
13. Jahrhundert |
14. Jahrhundert
| 15. Jahrhundert | ►

◄ |
1350er |
1360er |
1370er |
1380er
| 1390er | 1400er | 1410er | ►

◄◄ |
◄ |
1379 |
1380 |
1381 |
1382 |
1383
| 1384 | 1385 | 1386 | 1387 | ► | ►►
Staatsoberhäupter  · Nekrolog
| Januar | Januar | Januar | Januar | Januar | Januar | Januar | Januar |
| Kw     | Mo     | Di     | Mi     | Do     | Fr     | Sa     | So     |
| ------ | ------ | ------ | ------ | ------ | ------ | ------ | ------ |
| 1      |        |        |        | 1      | 2      | 3      | 4      |
| 2      | 5      | 6      | 7      | 8      | 9      | 10     | 11     |
| 3      | 12     | 13     | 14     | 15     | 16     | 17     | 18     |
| 4      | 19     | 20     | 21     | 22     | 23     | 24     | 25     |
| 5      | 26     | 27     | 28     | 29     | 30     | 31     |        |

| Februar | Februar | Februar | Februar | Februar | Februar | Februar | Februar |
| Kw      | Mo      | Di      | Mi      | Do      | Fr      | Sa      | So      |
| ------- | ------- | ------- | ------- | ------- | ------- | ------- | ------- |
| 5       |         |         |         |         |         |         | 1       |
| 6       | 2       | 3       | 4       | 5       | 6       | 7       | 8       |
| 7       | 9       | 10      | 11      | 12      | 13      | 14      | 15      |
| 8       | 16      | 17      | 18      | 19      | 20      | 21      | 22      |
| 9       | 23      | 24      | 25      | 26      | 27      | 28      |         |

| März | März | März | März | März | März | März | März |
| Kw   | Mo   | Di   | Mi   | Do   | Fr   | Sa   | So   |
| ---- | ---- | ---- | ---- | ---- | ---- | ---- | ---- |
| 9    |      |      |      |      |      |      | 1    |
| 10   | 2    | 3    | 4    | 5    | 6    | 7    | 8    |
| 11   | 9    | 10   | 11   | 12   | 13   | 14   | 15   |
| 12   | 16   | 17   | 18   | 19   | 20   | 21   | 22   |
| 13   | 23   | 24   | 25   | 26   | 27   | 28   | 29   |
| 14   | 30   | 31   |      |      |      |      |      |

| April | April | April | April | April | April | April | April |
| Kw    | Mo    | Di    | Mi    | Do    | Fr    | Sa    | So    |
| ----- | ----- | ----- | ----- | ----- | ----- | ----- | ----- |
| 14    |       |       | 1     | 2     | 3     | 4     | 5     |
| 15    | 6     | 7     | 8     | 9     | 10    | 11    | 12    |
| 16    | 13    | 14    | 15    | 16    | 17    | 18    | 19    |
| 17    | 20    | 21    | 22    | 23    | 24    | 25    | 26    |
| 18    | 27    | 28    | 29    | 30    |       |       |       |

| Mai | Mai | Mai | Mai | Mai | Mai | Mai | Mai |
| Kw  | Mo  | Di  | Mi  | Do  | Fr  | Sa  | So  |
| --- | --- | --- | --- | --- | --- | --- | --- |
| 18  |     |     |     |     | 1   | 2   | 3   |
| 19  | 4   | 5   | 6   | 7   | 8   | 9   | 10  |
| 20  | 11  | 12  | 13  | 14  | 15  | 16  | 17  |
| 21  | 18  | 19  | 20  | 21  | 22  | 23  | 24  |
| 22  | 25  | 26  | 27  | 28  | 29  | 30  | 31  |

| Juni | Juni | Juni | Juni | Juni | Juni | Juni | Juni |
| Kw   | Mo   | Di   | Mi   | Do   | Fr   | Sa   | So   |
| ---- | ---- | ---- | ---- | ---- | ---- | ---- | ---- |
| 23   | 1    | 2    | 3    | 4    | 5    | 6    | 7    |
| 24   | 8    | 9    | 10   | 11   | 12   | 13   | 14   |
| 25   | 15   | 16   | 17   | 18   | 19   | 20   | 21   |
| 26   | 22   | 23   | 24   | 25   | 26   | 27   | 28   |
| 27   | 29   | 30   |      |      |      |      |      |

| Juli | Juli | Juli | Juli | Juli | Juli | Juli | Juli |
| Kw   | Mo   | Di   | Mi   | Do   | Fr   | Sa   | So   |
| ---- | ---- | ---- | ---- | ---- | ---- | ---- | ---- |
| 27   |      |      | 1    | 2    | 3    | 4    | 5    |
| 28   | 6    | 7    | 8    | 9    | 10   | 11   | 12   |
| 29   | 13   | 14   | 15   | 16   | 17   | 18   | 19   |
| 30   | 20   | 21   | 22   | 23   | 24   | 25   | 26   |
| 31   | 27   | 28   | 29   | 30   | 31   |      |      |

| August | August | August | August | August | August | August | August |
| Kw     | Mo     | Di     | Mi     | Do     | Fr     | Sa     | So     |
| ------ | ------ | ------ | ------ | ------ | ------ | ------ | ------ |
| 31     |        |        |        |        |        | 1      | 2      |
| 32     | 3      | 4      | 5      | 6      | 7      | 8      | 9      |
| 33     | 10     | 11     | 12     | 13     | 14     | 15     | 16     |
| 34     | 17     | 18     | 19     | 20     | 21     | 22     | 23     |
| 35     | 24     | 25     | 26     | 27     | 28     | 29     | 30     |
| 36     | 31     |        |        |        |        |        |        |

| September | September | September | September | September | September | September | September |
| Kw        | Mo        | Di        | Mi        | Do        | Fr        | Sa        | So        |
| --------- | --------- | --------- | --------- | --------- | --------- | --------- | --------- |
| 36        |           | 1         | 2         | 3         | 4         | 5         | 6         |
| 37        | 7         | 8         | 9         | 10        | 11        | 12        | 13        |
| 38        | 14        | 15        | 16        | 17        | 18        | 19        | 20        |
| 39        | 21        | 22        | 23        | 24        | 25        | 26        | 27        |
| 40        | 28        | 29        | 30        |           |           |           |           |

| Oktober | Oktober | Oktober | Oktober | Oktober | Oktober | Oktober | Oktober |
| Kw      | Mo      | Di      | Mi      | Do      | Fr      | Sa      | So      |
| ------- | ------- | ------- | ------- | ------- | ------- | ------- | ------- |
| 40      |         |         |         | 1       | 2       | 3       | 4       |
| 41      | 5       | 6       | 7       | 8       | 9       | 10      | 11      |
| 42      | 12      | 13      | 14      | 15      | 16      | 17      | 18      |
| 43      | 19      | 20      | 21      | 22      | 23      | 24      | 25      |
| 44      | 26      | 27      | 28      | 29      | 30      | 31      |         |

| November | November | November | November | November | November | November | November |
| Kw       | Mo       | Di       | Mi       | Do       | Fr       | Sa       | So       |
| -------- | -------- | -------- | -------- | -------- | -------- | -------- | -------- |
| 44       |          |          |          |          |          |          | 1        |
| 45       | 2        | 3        | 4        | 5        | 6        | 7        | 8        |
| 46       | 9        | 10       | 11       | 12       | 13       | 14       | 15       |
| 47       | 16       | 17       | 18       | 19       | 20       | 21       | 22       |
| 48       | 23       | 24       | 25       | 26       | 27       | 28       | 29       |
| 49       | 30       |          |          |          |          |          |          |

| Dezember | Dezember | Dezember | Dezember | Dezember | Dezember | Dezember | Dezember |
| Kw       | Mo       | Di       | Mi       | Do       | Fr       | Sa       | So       |
| -------- | -------- | -------- | -------- | -------- | -------- | -------- | -------- |
| 49       |          | 1        | 2        | 3        | 4        | 5        | 6        |
| 50       | 7        | 8        | 9        | 10       | 11       | 12       | 13       |
| 51       | 14       | 15       | 16       | 17       | 18       | 19       | 20       |
| 52       | 21       | 22       | 23       | 24       | 25       | 26       | 27       |
| 53       | 28       | 29       | 30       | 31       |          |          |          |

| Januar | Januar | Januar | Januar | Januar | Januar | Januar | Januar |
| Kw     | Mo     | Di     | Mi     | Do     | Fr     | Sa     | So     |
| ------ | ------ | ------ | ------ | ------ | ------ | ------ | ------ |
| 1      |        |        |        | 1      | 2      | 3      | 4      |
| 2      | 5      | 6      | 7      | 8      | 9      | 10     | 11     |
| 3      | 12     | 13     | 14     | 15     | 16     | 17     | 18     |
| 4      | 19     | 20     | 21     | 22     | 23     | 24     | 25     |
| 5      | 26     | 27     | 28     | 29     | 30     | 31     |        |

| Februar | Februar | Februar | Februar | Februar | Februar | Februar | Februar |
| Kw      | Mo      | Di      | Mi      | Do      | Fr      | Sa      | So      |
| ------- | ------- | ------- | ------- | ------- | ------- | ------- | ------- |
| 5       |         |         |         |         |         |         | 1       |
| 6       | 2       | 3       | 4       | 5       | 6       | 7       | 8       |
| 7       | 9       | 10      | 11      | 12      | 13      | 14      | 15      |
| 8       | 16      | 17      | 18      | 19      | 20      | 21      | 22      |
| 9       | 23      | 24      | 25      | 26      | 27      | 28      |         |

| März | März | März | März | März | März | März | März |
| Kw   | Mo   | Di   | Mi   | Do   | Fr   | Sa   | So   |
| ---- | ---- | ---- | ---- | ---- | ---- | ---- | ---- |
| 9    |      |      |      |      |      |      | 1    |
| 10   | 2    | 3    | 4    | 5    | 6    | 7    | 8    |
| 11   | 9    | 10   | 11   | 12   | 13   | 14   | 15   |
| 12   | 16   | 17   | 18   | 19   | 20   | 21   | 22   |
| 13   | 23   | 24   | 25   | 26   | 27   | 28   | 29   |
| 14   | 30   | 31   |      |      |      |      |      |

| April | April | April | April | April | April | April | April |
| Kw    | Mo    | Di    | Mi    | Do    | Fr    | Sa    | So    |
| ----- | ----- | ----- | ----- | ----- | ----- | ----- | ----- |
| 14    |       |       | 1     | 2     | 3     | 4     | 5     |
| 15    | 6     | 7     | 8     | 9     | 10    | 11    | 12    |
| 16    | 13    | 14    | 15    | 16    | 17    | 18    | 19    |
| 17    | 20    | 21    | 22    | 23    | 24    | 25    | 26    |
| 18    | 27    | 28    | 29    | 30    |       |       |       |

| Mai | Mai | Mai | Mai | Mai | Mai | Mai | Mai |
| Kw  | Mo  | Di  | Mi  | Do  | Fr  | Sa  | So  |
| --- | --- | --- | --- | --- | --- | --- | --- |
| 18  |     |     |     |     | 1   | 2   | 3   |
| 19  | 4   | 5   | 6   | 7   | 8   | 9   | 10  |
| 20  | 11  | 12  | 13  | 14  | 15  | 16  | 17  |
| 21  | 18  | 19  | 20  | 21  | 22  | 23  | 24  |
| 22  | 25  | 26  | 27  | 28  | 29  | 30  | 31  |

| Juni | Juni | Juni | Juni | Juni | Juni | Juni | Juni |
| Kw   | Mo   | Di   | Mi   | Do   | Fr   | Sa   | So   |
| ---- | ---- | ---- | ---- | ---- | ---- | ---- | ---- |
| 23   | 1    | 2    | 3    | 4    | 5    | 6    | 7    |
| 24   | 8    | 9    | 10   | 11   | 12   | 13   | 14   |
| 25   | 15   | 16   | 17   | 18   | 19   | 20   | 21   |
| 26   | 22   | 23   | 24   | 25   | 26   | 27   | 28   |
| 27   | 29   | 30   |      |      |      |      |      |

| Juli | Juli | Juli | Juli | Juli | Juli | Juli | Juli |
| Kw   | Mo   | Di   | Mi   | Do   | Fr   | Sa   | So   |
| ---- | ---- | ---- | ---- | ---- | ---- | ---- | ---- |
| 27   |      |      | 1    | 2    | 3    | 4    | 5    |
| 28   | 6    | 7    | 8    | 9    | 10   | 11   | 12   |
| 29   | 13   | 14   | 15   | 16   | 17   | 18   | 19   |
| 30   | 20   | 21   | 22   | 23   | 24   | 25   | 26   |
| 31   | 27   | 28   | 29   | 30   | 31   |      |      |

| August | August | August | August | August | August | August | August |
| Kw     | Mo     | Di     | Mi     | Do     | Fr     | Sa     | So     |
| ------ | ------ | ------ | ------ | ------ | ------ | ------ | ------ |
| 31     |        |        |        |        |        | 1      | 2      |
| 32     | 3      | 4      | 5      | 6      | 7      | 8      | 9      |
| 33     | 10     | 11     | 12     | 13     | 14     | 15     | 16     |
| 34     | 17     | 18     | 19     | 20     | 21     | 22     | 23     |
| 35     | 24     | 25     | 26     | 27     | 28     | 29     | 30     |
| 36     | 31     |        |        |        |        |        |        |

| September | September | September | September | September | September | September | September |
| Kw        | Mo        | Di        | Mi        | Do        | Fr        | Sa        | So        |
| --------- | --------- | --------- | --------- | --------- | --------- | --------- | --------- |
| 36        |           | 1         | 2         | 3         | 4         | 5         | 6         |
| 37        | 7         | 8         | 9         | 10        | 11        | 12        | 13        |
| 38        | 14        | 15        | 16        | 17        | 18        | 19        | 20        |
| 39        | 21        | 22        | 23        | 24        | 25        | 26        | 27        |
| 40        | 28        | 29        | 30        |           |           |           |           |

| Oktober | Oktober | Oktober | Oktober | Oktober | Oktober | Oktober | Oktober |
| Kw      | Mo      | Di      | Mi      | Do      | Fr      | Sa      | So      |
| ------- | ------- | ------- | ------- | ------- | ------- | ------- | ------- |
| 40      |         |         |         | 1       | 2       | 3       | 4       |
| 41      | 5       | 6       | 7       | 8       | 9       | 10      | 11      |
| 42      | 12      | 13      | 14      | 15      | 16      | 17      | 18      |
| 43      | 19      | 20      | 21      | 22      | 23      | 24      | 25      |
| 44      | 26      | 27      | 28      | 29      | 30      | 31      |         |

| November | November | November | November | November | November | November | November |
| Kw       | Mo       | Di       | Mi       | Do       | Fr       | Sa       | So       |
| -------- | -------- | -------- | -------- | -------- | -------- | -------- | -------- |
| 44       |          |          |          |          |          |          | 1        |
| 45       | 2        | 3        | 4        | 5        | 6        | 7        | 8        |
| 46       | 9        | 10       | 11       | 12       | 13       | 14       | 15       |
| 47       | 16       | 17       | 18       | 19       | 20       | 21       | 22       |
| 48       | 23       | 24       | 25       | 26       | 27       | 28       | 29       |
| 49       | 30       |          |          |          |          |          |          |

| Dezember | Dezember | Dezember | Dezember | Dezember | Dezember | Dezember | Dezember |
| Kw       | Mo       | Di       | Mi       | Do       | Fr       | Sa       | So       |
| -------- | -------- | -------- | -------- | -------- | -------- | -------- | -------- |
| 49       |          | 1        | 2        | 3        | 4        | 5        | 6        |
| 50       | 7        | 8        | 9        | 10       | 11       | 12       | 13       |
| 51       | 14       | 15       | 16       | 17       | 18       | 19       | 20       |
| 52       | 21       | 22       | 23       | 24       | 25       | 26       | 27       |
| 53       | 28       | 29       | 30       | 31       |          |          |          |

## Ereignisse

### Politik und Weltgeschehen

#### Iberische Halbinsel

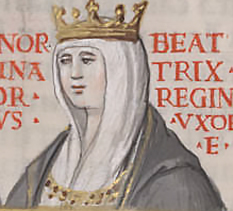
Beatrix von Portugal

Mit dem Vertrag von Badajoz endet der dritte Ferdinandinische Krieg zwischen Portugal und dem siegreichen Kastilien, das seit einem Jahr unter der Führung von Fernando Sánchez de Tovar die portugiesische Hauptstadt Lissabon belagert. Die Friedensbedingungen in dem Vertrag, der über Vermittlung von Juan Fernandez de Andeiro zustande kommt, besagen, dass Beatrix, die zehnjährige Tochter und alleinige Erbin von Ferdinand I. von Portugal, mit König Johann I. von Kastilien und León, dessen Frau kürzlich gestorben ist, als Gegenleistung für den Rückzug aus Portugal vermählt werden soll. Die Verlobung findet am 14. Mai, die Hochzeit am 17. Mai in der Domkirche von Badajoz statt.

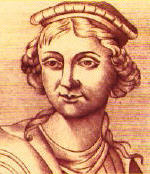
Leonore Teles de Menezes, Königin und Regentin von Portugal

Mit Ferdinand I. stirbt am 22. Oktober der letzte portugiesische Herrscher aus dem Haus Burgund. Da er keinen männlichen Nachkommen hinterlässt, übernimmt seine Witwe Leonore Teles de Menezes die Regentschaft für ihre 10-jährige gemeinsame Tochter Beatrix. In Portugal herrscht Misstrauen gegenüber einer kastilischen Machtübernahme, auch wenn Johann ein Autonomieversprechen für das Land abgegeben hat. Beginnend mit einem Aufstand der Handwerkerzünfte in Lissabon wird Leonore Teles de Menezes nach sechs Wochen in der Revolution von 1383 gestürzt. Am 6. Dezember dringen Aufständische unter der Führung von Johann von Avis, einem illegitimen Halbbruder des verstorbenen Königs, in den Palast der Königinwitwe ein und ermorden deren Günstling Andeiro. Leonore muss nach Alenquer flüchten und ruft den kastilischen König zur Unterstützung. Dieser lässt den im kastilischen Exil befindliche portugiesischen Infanten Johann verhaften und im Alcazar von Toledo inhaftieren. Am 16. Dezember wird daraufhin in Lissabon Johann von Avis als Regent und Verteidiger des Vaterlandes ausgerufen.

#### Heiliges Römisches Reich
- Der Burgdorferkrieg zwischen der Stadt Bern und Rudolf II., Graf von Neu-Kyburg, um die Vormacht in der Landgrafschaft Burgund bricht als Folge der Solothurner Mordnacht vom Vorjahr aus. Zuerst erfolgen Berner Angriffe auf kyburgische Dienstleute im Emmental und Oberaargau und Ende März setzt Bern zum Hauptstoss auf das kyburgische Verwaltungszentrum, Schloss und Stadt Burgdorf, an. Das bernisch-solothurnische Heer mit Verstärkung aus den Waldstätten, Luzern, Zürich, Savoyen und Neuenburg belagert die Stadt 45 Tage lang ohne Erfolg. Am 21. April wird ein Waffenstillstand beschlossen.
- 6. April: Antoniotto Adorno vertreibt seinen Nachfolger Nicolò Guarco aus Genua, ohne jedoch zu seinem Nachfolger als Doge von Genua gewählt zu werden. Federico di Pagana regiert aus heute nicht mehr erkennbaren Gründen nur einen Tag und wird dann von Leonardo Montaldo beerbt.
- 24. April: Nach dem Tod von Heinrich III. werden sein Bruder Magnus I. und sein Sohn Albrecht IV. gemeinsam Herzöge von Mecklenburg.

#### Afrika

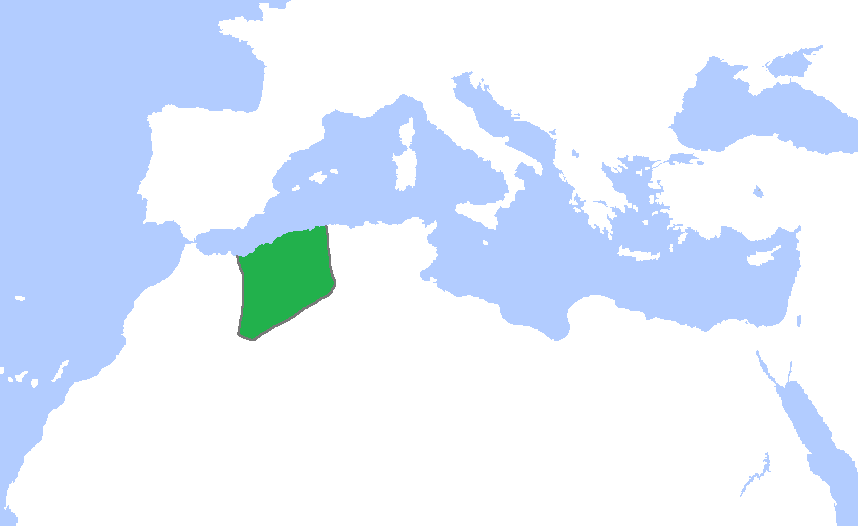
Der abdalwadidische Machtbereich

- Abu Zayyan Muhammad II. wird im Streit mit Abu Hammu II. Musa zum dritten Mal Herrscher der Abdalwadiden in Nordafrika.

#### Stadtrechte und urkundliche Ersterwähnungen
- 22. Juli: Walsrode erhält durch die Herzöge von Braunschweig und Lüneburg die Stadtrechte verliehen.
- Elstra und Hardegsen erhalten die Stadtrechte.
- Die Orte Beimbach und Lauf werden erstmals urkundlich erwähnt.

### Religion
- Die Grafen von Oettingen gründen das Kloster Christgarten.

## Geboren

### Geburtsdatum gesichert
- 30. April: Anne of Gloucester, englische Adelige, Countess of Stafford († 1438)
- 1. Juli: Lorenzo Giustiniani, erster Patriarch von Venedig († 1456)
- 4. September: Felix V., letzter katholischer Gegenpapst († 1451)
- 28. Oktober: Johannes Seld de Leubs, österreichischer Theologe und Jurist

### Genaues Geburtsdatum unbekannt
- Margaretha von Ahaus, Äbtissin im Stift Freckenhorst († 1458)
- Elisabeth, erste Kurfürstin von Brandenburg und Stammmutter des hohenzollernschen Königshauses († 1442)
- Eugen IV., Papst († 1447)
- Hermann von Cilli, Bischof von Freising und Bischof von Trient († 1421)
- Johann von Pfalz-Neumarkt, Pfalzgraf und Feldherr in den Hussitenkriegen († 1443)
- Jetsün Sherab Sengge, Person des tibetischen Buddhismus († 1445)
- Lutgert van Buderick, Ordensschwester im Mutterhaus der Schwestern vom gemeinsamen Leben († 1453)
- Masolino da Panicale, italienischer Maler

## Gestorben

### Januar bis August
- 19. Januar: Nicholas Burnell, englischer Adeliger (* um 1323)
- 16. Februar: Giovanni da Legnano, italienischer Jurist, Militärtheoretiker und Kirchenrechtler (* um 1320)
- 1. März: Amadeus VI., der grüne Graf, Graf von Savoyen (* 1334)
- 24. April: Heinrich III., Herzog von Mecklenburg (* um 1337)
- 15. Juni: Johannes VI., byzantinischer Kaiser (* vor 1293)
- 7. Juli: Jacques des Baux, Fürst von Tarent und Achaia
- 22. Juli: Kunigunde von Sayn, Gräfin zu Westerburg (* 1334)
- 27. Juli: Anna von Nürnberg, Äbtissin des Klosters Himmelkron
- 3. August: Wittekind II. von Schalksberg, Bischof von Minden

### September bis Dezember
- 12. September: Mechthild von dem Berge, Äbtissin im Stift Freckenhorst
- 30. September oder 1. Oktober: Johannes von Sieberg, Weihbischof in Köln
- 18. Oktober: Raban Truchseß von Wilburgstetten, Bischof von Eichstätt (* um 1295)
- 22. Oktober: Ferdinand I., der Schöne, König von Portugal (* 1345)
- 5. November: Theoderich von Abensberg, Fürstbischof von Regensburg
- 8. November: Heinrich von Stöffeln, Abt des Klosters Reichenau (* vor 1368)
- 22. November: Heinrich III. von Brandis, Abt von Einsiedeln und Bischof von Konstanz
- 6. Dezember: Juan Fernandez de Andeiro, Adeliger aus Galicien (* 1320)
- 8. Dezember: Wenzel I., Herzog von Luxemburg (* 1337)
- 23. Dezember: Beatrice de Bourbon, zweite Frau des Johann von Luxemburg (* vor 1320)
- 24. Dezember: Hugh Dacre, englischer Adeliger und Politiker (* um 1335)

### Genaues Todesdatum unbekannt
- Frühjahr: Rudolf IV., Graf von Habsburg-Laufenburg, Landgraf im Sisgau und im Klettgau (* um 1322)
- Gabriele Adorno, Doge der Republik Genua (* 1320)
- Albrecht I., Fürst von Braunschweig-Grubenhagen-Salzderhelden (* um 1339)
- Gebhard XIV., Burgherr von Querfurt (* zwischen 1310 und 1320)
- Gerhard III., Graf von Hoya
- Konrad IV. von Hanau, Fürstabt von Fulda
- Karmapa Rölpe Dorje, Person des tibetischen Buddhismus (* 1340)
- Peter Mauley, englischer Adeliger (* um 1331)
- Beatrice Mortimer, englischer Adelige (* zwischen 1315 und 1321)
- Simon de Hesdin, französischer Geistlicher und Übersetzer
- Tilo von Kulm, mittelhochdeutscher Dichter